# Blastar
Blastar is een videospel uit 1984, geschreven door Elon Musk. Destijds was Musk 12 jaar oud. Hoewel het spel nooit een officieel spel werd, werd de broncode gepubliceerd in het Zuid-Afrikaanse tijdschrift PC and Office Technology, waar Musk $500 voor kreeg.

## Het spel
In het spel moet de speler een buitenaards ruimtevrachtschip vernietigen dat dodelijke waterstofbommen en statusstraalmachines vervoert. De speler moet zoveel mogelijk buitenaardse vrachtschepen opblazen met zijn vijf schepen, die het aantal levens vertegenwoordigen. Het doel van het spel is om zo lang mogelijk te overleven en te schieten op de buitenaardse vrachtschepen die de speler proberen uit te schakelen.
Het spel is een mix van Space Invaders (1978) en Asteroids (1979), hoewel Blastar veel simpeler is. Zo zijn er nooit meer dan twee ruimteschepen op het scherm, zijn er weinig geluidseffecten en gaat het spel eindeloos door.